# Baetopus trishae
Baetopus trishae is een haft uit de familie Baetidae. De wetenschappelijke naam van de soort is voor het eerst geldig gepubliceerd in 2002 door Waltz.
De soort komt voor in het Nearctisch gebied.